# Stenostomum pedicellare
Stenostomum pedicellare är en måreväxtart som först beskrevs av Attila L. Borhidi och Johannes Bisse, och fick sitt nu gällande namn av Attila L. Borhidi och M.Fernández Zeq.. Stenostomum pedicellare ingår i släktet Stenostomum och familjen måreväxter. Inga underarter finns listade i Catalogue of Life.